# ミハイル・コワリョフ
ミハイル・プロコフィエヴィッチ・コワリョフ（ロシア語: Михаил Прокофьевич Ковалёв、1897年6月25日 - 1967年8月31日）は、ソビエト連邦の軍人。大将。

## 経歴
クバーニ州ブリュホヴェツカヤ村（現クラスノダール地方ブリュホヴェツキー地区）の農家に生まれる。1915年、ロシア帝国軍に召集され、准尉学校を卒業し、中隊長、大隊長として第一次世界大戦に従軍、陸軍大尉。
1918年から赤軍に入隊。ロシア内戦時、狙撃連隊長、旅団長として、アントーン・デニーキン、ピョートル・ヴラーンゲリ、アレクサンドル・アントーノフの軍と戦った。1924年、M.V.フルンゼ名称軍事アカデミーを卒業。1927年、全連邦共産党（ボリシェヴィキ）に入党。その後、狙撃師団長、軍団長を歴任。1936年6月からザバイカル要塞地区司令。1937年12月、キエフ軍管区副司令官。1938年4月、白ロシア軍管区司令官となり、1939年のポーランド侵攻に参加した。ソ・フィン戦争時、第15軍を指揮。1940年5月からハリコフ軍管区司令官、その後労農赤軍歩兵監察官。1939年～1941年、党中央委員会委員候補。1937年～1946年、ソ連最高会議代議員。
1941年6月、ザバイカル軍管区（独ソ戦勃発と共にザバイカル戦線）司令官に任命。1945年7月、ザバイカル戦線副司令官となり、対日戦に参加した。
1945年10月、ザバイカル・アムール軍管区副司令官。1948年、参謀本部軍事アカデミー附属高等学術課程を修了。1949年3月、レニングラード軍管区副司令官。1955年10月、予備役編入。

## 表彰・受勲
レーニン勲章2個、赤旗勲章3個、一等スヴォーロフ勲章、労働赤旗勲章、赤星勲章を受章。